# Daniel Vernet
Daniel Vernet (* 21. Mai 1945 in Chamalières; † 15. Februar 2018 in Paris) war ein französischer Politikwissenschaftler, Journalist und Autor. Er war Chefredakteur der Tageszeitung Le Monde.

## Leben
Daniel Vernet studierte Politikwissenschaft am Institut d’études politiques de Paris (Sciences Po Paris) und Soziologie an der Philosophisch-philologischen Fakultät (Faculté des lettres) der Sorbonne in Paris. Von 1973 bis 1983 war er für die französische Tageszeitung Le Monde tätig, u. a. als Korrespondent in Bonn, London und Moskau. Er war von 1985 bis 1990 Chefredakteur der Zeitung, Redaktionsleiter und ab 1991 für den Bereich Internationale Beziehungen zuständig.

## Auszeichnungen
- 2000: Deutsch-Französischer Journalistenpreis (Ehrenpreis)[3]
- 2000: Adenauer-de Gaulle-Preis
- 2005: Joseph-Roth-Preis

## Schriften (Auswahl)
- Die UdSSR. Interconnections, Freiburg im Breisgau 1991, ISBN 3-924586-97-7.
- La renaissance allemande. Flammarion, Paris 1992, ISBN 2-08-066639-8.
- zusammen mit Jean-Marc Gonin: Le rêve sacrifié: chronique des guerres yougoslaves.  Odile Jacob, Paris 1994, ISBN 2-7381-0272-7.
- Le roman de Berlin. Ed. du Rocher, Monaco 2005, ISBN 2-268-05509-4.